# Łukasz Jęczmionek
Łukasz Jęczmionek (ur. 11 października 1968 w Krakowie) – polski inżynier chemik, doktor habilitowany w dziedzinie nauk technicznych, nauczyciel akademicki Państwowej Wyższej Szkoły Zawodowej w Tarnowie.

## Życiorys
W 1993 r. ukończył studia na kierunku technologia chemiczna na Akademii Górniczo-Hutniczej. Pracę doktorską, zatytułowaną Szklanokrystaliczne tworzywa z fazą AlPO4 w układzie Li2O-Al2O3-SiO2-P2O5, obronił na Wydziale Inżynierii Materiałowej i Ceramiki Akademii Górniczo-Hutniczej w 1997 r., a w 2016 r. uzyskał habilitację na Wydziale Chemicznym Politechniki Łódzkiej na podstawie rozprawy zatytułowanej Innowacyjne rozwiązanie hydrokonwersji olejów roślinnych do węglowodorowych biokomponentów paliw. Od 1 października 2019 r. jest dziekanem Wydziału Politechnicznego Państwowej Wyższej Szkoły Zawodowej w Tarnowie.